# Eochaid II mac Óengusa
Eochaid II mac Óengusa lub Eochaid II Derg („Czerwony”) (zm. 523 r.) – król Cashel i Munsteru z dynastii Eóganacht od ok. 493 do swej śmierci, syn Óengusa mac Nad Froích, króla Munsteru. Według legendy miał przyjąć chrzest wraz z ojcem i braćmi z rąk św. Patryka.
Chronologia królów Munsteru VI w. jest niepewna. Według Tablicy Synchronistycznej, znajdującej się w manuskrypcie „Laud 610” (fol. 115 a 3), Eochaid nastąpił po swym ojcu oraz był współczesny Lugaidowi VII mac Lóegairi, zwierzchniemu królowi irlandzkiemu (483-507). Według tego źródła rządził Munsterem przez trzydzieści lat. Jednak w Księdze z Leinsteru miał on nastąpić po swym bracie Feidlimidzie I mac Óengusa.
Pozostawił po sobie dwóch synów urodzonych tej samej nocy, Crimthanna Srema (Feimin), przodka Eóganacht Glendamnach (Glanworth, hrabstwo Cork) oraz innego Crimthanna przez kobietę zwaną Dearcon (prawdopodobnie z Arada Cliach), przodka Eóganacht Airthir Cliach (obszar Tipperary). Niewykluczone, że stworzenie dwóch Crimthannów było wynalazkiem genealogów. Roczniki Czterech Mistrzów podały, że król Eochaid zmarł 523 r. Prawdopodobnie władzę nad Munsterem przejął jego brat Dub I Gilcach.